# Sarothrocera lowii
Sarothrocera lowii là một loài bọ cánh cứng trong họ Cerambycidae.